# Klein-Pöchlarn
Klein-Pöchlarn település Ausztriában, Alsó-Ausztria tartományban, a Melki járásban. Tengerszint feletti magassága 223 méter, területe 6,9 km².

## Elhelyezkedése
Klein-Pöchlarn Maria Taferl, Artstetten-Pöbring, Leiben, Pöchlarn és Marbach an der Donau településekkel határos.

## Népesség
| 2016 | 957 |
| 2018 | 991 |